# Nathan Glazer
Pour les articles homonymes, voir Glazer.
Nathan Glazer (né le 25 février 1923 à New York et mort le 19 janvier 2019 à Cambridge, Massachusetts), est un sociologue américain qui a enseigné à l'université de Californie à Berkeley et à l'université Harvard.

## Biographie
Nathan Glazer est un intellectuel néoconservateur, rédacteur en chef associé de l'ancienne revue politique The Public Interest et anciennement un collaborateur fréquent de The New Republic[réf. nécessaire]. Connu pour ses travaux sur la politique ethnique et le multiculturalisme, c'est un opposant aux programmes généralisés d'aide sociale et de discrimination positive.

## Sélection d'ouvrages
- avec David Riesman, Faces in the Crowd, Yale University Press, 1952.
- American Judaism, University of Chicago Press, 1973.
- The Social Basis of American Communism, Greenwood Press, 1974.
- Ethnic Dilemmas, 1964-1982, Harvard University Press, 1986.
- Affirmative Discrimination: Ethnic Inequality and Public Policy, Harvard University Press, 1987.
- The Limits of Social Policy, Harvard University Press, 1990.
- We Are All Multiculturalists Now, Harvard University Press, 1998.